# Sceloporus mucronatus
Espèce
Synonymes
- Sceloporus torquatus mucronatus Cope, 1885

Statut de conservation UICN

 LC  : Préoccupation mineure
Sceloporus mucronatus est une espèce de sauriens de la famille des Phrynosomatidae.

## Répartition
Cette espèce est endémique du Mexique. Elle se rencontre dans les États d'Hidalgo, du Veracruz, d'Oaxaca, du Guerrero, du Chiapas, du Puebla et du Mexico.

## Liste des sous-espèces
Selon The Reptile Database (25 février 2013) :
- Sceloporus mucronatus mucronatus Cope, 1885
- Sceloporus mucronatus olsoni Webb, Lemos-Espinal & Smith, 2002

## Publications originales
- Cope, 1885 : A contribution to the herpetology of Mexico. Proceedings of the American Philosophical Society, vol. 22, p. 379-404 (texte intégral).
- Webb, Lemos-Espinal & Smith, 2002 : A new subspecies of the lizard Sceloporus mucronatus (Sauria, Phrynosomatidae). Bulletin of the Maryland Herpetological Society, vol. 38, no 1, p. 1-14.